# Svišť

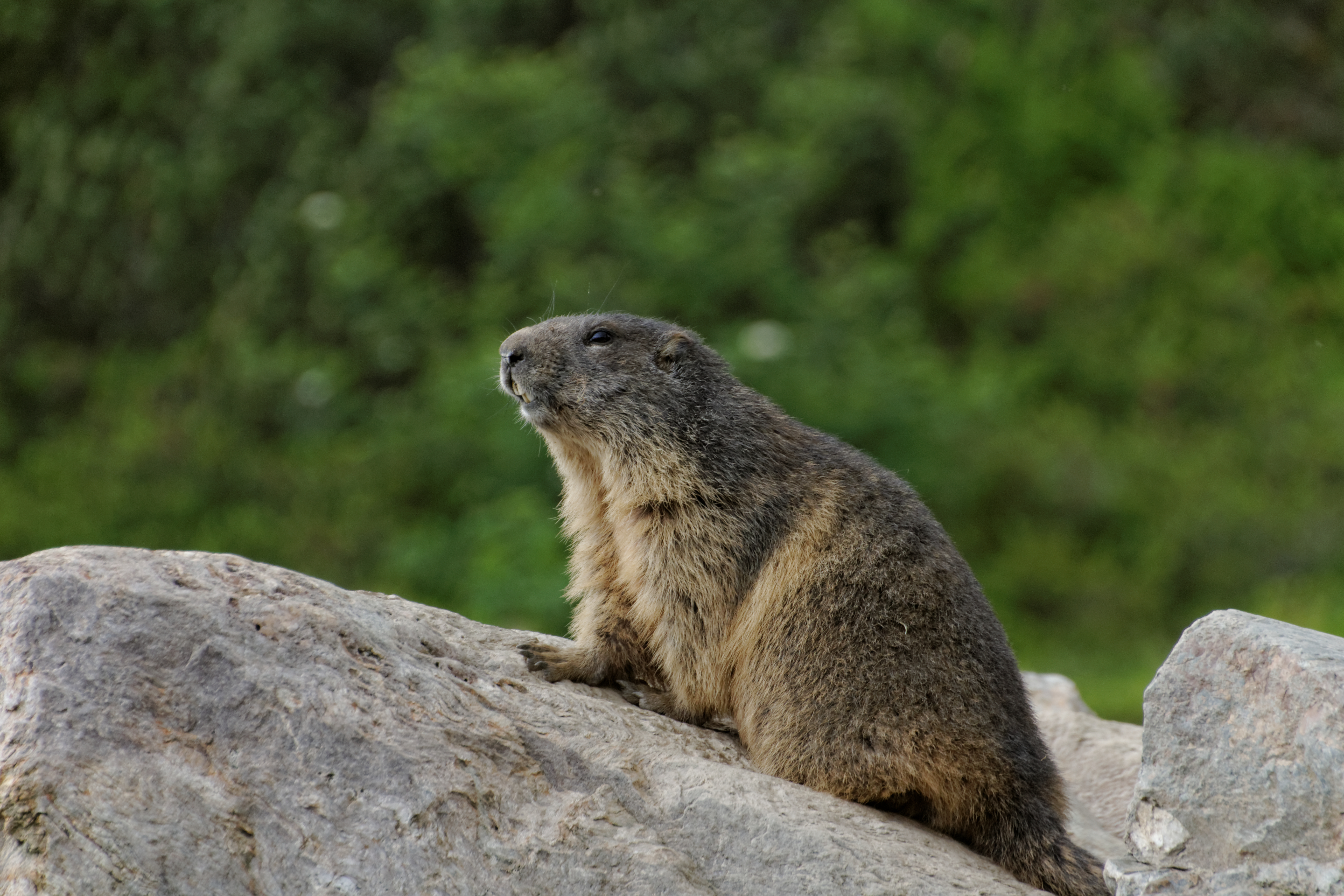
Svišť v Rakousku

Svišť (Marmota) je rod větších hlodavců z čeledi veverkovití. Žijí většinou ve skupinách. Jejich pravlastí je Amerika. V Evropě žijí svišti například v Alpách nebo ve slovenských Tatrách, kde se jim říká kromě svišť také hvizdák (podle jeho typického hvizdu).

## Potrava
Svišti jsou ve většině případů býložravci: Živí se různým jetelem, travami, semeny, květy a ovocem. Někteří však nepohrdnou ani sarančaty či hlemýždi.

## Sociální chování
Většina svišťů žije ve skupinách či koloniích, které jsou tvořeny obvykle jedním samcem a několika samicemi. Mláďata, kterých se v jednom vrhu rodí až osm, jsou ze skupiny vyhnána samcem po 20 až 30 dnech od narození. Ve skupinách některých jedinců se najde jisté zajímavé chování. Například svišť žlutobřichý-když kolonie přijde pozdě odpoledne z pastvy, v doupěti si svišti vzájemně čistí srst.
Jsou ale i svišti, kteří nežijí pořád ve skupině, ale někdy i samostatně (jejich sociální jednotka je variabilní). Na jaře dochází dokonce i k agresi mezi jednotlivými zástupci jednoho druhu a to převážně při bojích o území či samičku. Svišť lesní brání své doupě s obloukovitě nahrbeným hřbetem, mrská napruženým ocasem, vyskakuje a klepe vyceněnými zuby.

## Zástupci
Mezi druhy tohoto rodu patří:
- svišť aljašský (Marmota broweri)
- svišť bobak (Marmota bobak)
- svišť brýlový (Marmota caligata)
- svišť černohlavý (Marmota camtschatica)
- svišť dlouhoocasý (Marmota caudata)
- svišť himálajský (Marmota himalayana)
- svišť horský (Marmota marmota)
- svišť Menzbierův (Marmota menzbieri)
- svišť lesní (Marmota monax)
- svišť olympský (Marmota olympus)
- svišť šedý (Marmota baibacina)
- svišť tarbagan (Marmota sibirica)
- svišť vancouverský (Marmota vancouverensis)
- svišť žlutobřichý (Marmota flaviventris)

## Zajímavosti
Dne 2. února se v Severní Americe slaví Den svišťů (Groundhog Day), protože prý ten den svišťové lesní po zimním spánku poprvé vylézají ze svých nor a svým chováním předpovídají počasí. Pokud se prý svišť poleká svého stínu a hned se vrátí do nory, zima ještě potrvá.
V Mongolsku a Kyrgyzstánu se místní druhy jako svišt tarbagan loví pro maso, které je pokládáno za pochoutku. Sádlo svišťů se v minulosti v Tatrách i v Alpách používalo pro výrobu léčivých mastí.